# Liopygus chalcis
Liopygus chalcis är en skalbaggsart som beskrevs av Lewis 1900. Liopygus chalcis ingår i släktet Liopygus och familjen stumpbaggar. Inga underarter finns listade i Catalogue of Life.